# Sobór św. Aleksandra Newskiego w Baku
Sobór św. Aleksandra Newskiego w Baku – katedra Rosyjskiego Kościoła Prawosławnego w Baku wzniesiona w 1898 i zburzona przez władze stalinowskie w 1936. Była to największa świątynia prawosławna na terenie południowego Kaukazu wzniesiona w Imperium Rosyjskim.

## Historia
W 1878 gubernator Baku Walerian Pozen zwrócił się do Świętego Synodu z prośbą o wydzielenie środków na budowę nowego soboru prawosławnego w tym mieście. Jako lokalizację świątyni zaproponował plac po dawnym cmentarzu muzułmańskim. Wywołało to trwającą 10 lat debatę między władzami miejskimi i miejscową społecznością muzułmańską, po której wyznawcy islamu ostatecznie ustąpili. 8 października 1888 w obecności cara Aleksandra III i jego rodziny został położony kamień węgielny. Cerkwi nadano – podobnie jak wielu innym wznoszonym w tym okresie świątyniom w Rosji – wezwanie św. Aleksandra Newskiego. Autorami projektu budynku byli Robert Marfeld i Józef Gosławski. Wnętrze soboru było wzorowane na wystrojach cerkwi na Placu Czerwonym w Moskwie oraz soboru Chrystusa Zbawiciela w tym mieście. Chociaż car przekazał znaczną sumę na budowę soboru, niezbędne było uzyskanie dodatkowych środków finansowych poprzez zbiórkę pośród mieszkańców Baku, którzy łącznie zebrali 200 tysięcy rubli. Kwotę 10 tys. rubli przekazała również żydowska społeczność miasta. 
Po rewolucji październikowej cerkiew pozostawała ważnym ośrodkiem kultury rosyjskiej w mieście. Chcąc zredukować wpływ prawosławnego duchowieństwa na życie lokalnych Rosjan, władze radzieckie poleciły w 1936 wysadzić sobór w powietrze z użyciem dynamitu. Zniszczono również prawosławną kaplicę św. Bartłomieja. Na miejscu cerkwi znajduje się dziś szkoła muzyczna. 
Sobór miał 85 metrów długości, 55 – wysokości i 44 metry szerokości.